# ソレイユビル
ソレイユビルは、香川県高松市亀井町10-10にある商業施設（雑居ビル）。運営は株式会社ソレイユ。ここでは同社が運営するビル群についても述べる。施設の中核となっているのは映画館である。

## 歴史
前身は1945年（昭和20年）に設立された映画館の高松大映劇場。

## 特色
高松中央商店街における常磐町商店街、南新町商店街、田町商店街の3商店街接続十字路に隣接する、亀井町に在する雑居ビルであるソレイユ第1ビル（「ソレイユビル」と表記されている場合は、通常、この第1ビルを指す）に拠点を置く。同ビルにおける核店舗は管理会社が運営するミニシアター系の映画館・貸ホール・喫茶店「ソレイユ」である。他に瓦町2丁目にソレイユ第3ビルを持つ。第3ビルにおいては1階に窓口を持つ地下駐車場であるパーキングソレイユを運営のメインとしている。
運営会社の本拠となっているソレイユ第1ビルは、1983年（昭和58年）に高松大映劇場の跡地に劇場建替の形で建設されたもので、同ビルは旧高松大映劇場の後継施設としての映画館であるホールソレイユおよびソレイユ2を抱えている。なお、これらの映画館は香川県内唯一の一般向け単館常設映画館であり、後述の事情から現在稼働している高松市内の一般向け映画館では最も古い歴史を持っている。

## 入居テナント

### ソレイユ第1ビル
1F
- Library Cafe ソレイユ（喫茶店）
- イベントホール ソレイユ（貸ホール）

2F
- 全室空きテナント（3室）

3F
- 高松カルチャーセンター

4F
- ホールソレイユ（映画館）
- 高松カルチャーセンター
- ソレイユ ステンド・フロアー（運営会社事務所）

B1
- ソレイユ2 （映画館）

### ソレイユ第3ビル
5階建て。全フロアテナントなし。1階は親会社による地下駐車場・パーキングソレイユ。

## 映画館ソレイユ
前記の通り、前身は同地に存在した映画館「高松大映劇場」であったが1970年代における配給元（大日本映画）の崩壊と倒産を受けて現在の独立系映画館へと運営の軸足をシフトさせることとなる。日活ロマンポルノを皮切りに成年映画の上映を開始し、窮地をしのいだ。これは末期の大日本映画が日活と配給網を統合させていたためである。1983年にソレイユ第1ビルに建て替えて以降は、4階のソレイユを大作（徳間・角川傘下時代の大映映画をはじめとする、香川県に配給本拠を持たない大手配給系）の上映館とし一般向けの作品を上映。一方で地階の劇場を高松大映として成年映画の上映をメインとしていた。この2つの映画館は「同じフロアで一般映画と成人映画を隣り合わせにできない」という理由で、出入り口も含め同じビル内でも異なるフロアの独立した映画館とした。この構造は現在まで引き継がれている。
以降、ソレイユは香川県内に配給拠点のない映画会社の配給受皿として機能していた。1990年には成年映画興行を取りやめている。しかし、1990年代にシネマコンプレックス時代が到来し、高松市にもおいても1999年にイオン高松東店（当時は高松サティ）内にワーナー・マイカル・シネマズ 高松（現：イオンシネマ高松東）がオープンしたことで、客層の流出が起こり、映画興行のメインが移ることになった。これに先立ち、1998年には大手配給会社から離脱した単館系の映画館となった。これらを受けて2001年に地階の高松大映を成年映画館から一般向け単館(ミニシアター館)ソレイユ2として転換。従来のソレイユをソレイユ1とし、1ホール(主にはソレイユ1)を大作系、1ホール(主にはソレイユ2)を単館系として、より幅広い一般(特に映画マニア)向けの映画館へと脱却を図る。しかし客層の流出に歯止めはかからず、ソレイユ1をホールソレイユと改称したのち、2003年にはソレイユ2を一度閉鎖した。

ソレイユビルが位置する常盤町周辺には1980年代まで複数の映画館が所在していた。しかし前述の一件に端を発した、郊外でのワーナー・マイカル・シネマズ系シネコンの相次ぐ開設に伴って、それらの映画館は軒並み経営不振に追いやられた上で閉鎖され、現在も残るのはソレイユの他には成人映画専門のロッポニカ高松（旧日活系）のみとなっている。
その後、ホールソレイユはシネコンが受け入れない作品を中心としたミニシアター系の映画館として活動を続け、ソレイユ2も上映を再開した。2006年に第1回さぬき映画祭の会場として機能したのも、この頃である。しかし、2010年に休館が検討されるに至り、映画館の従業員が「個人事業主」となる形で存続することになるが、映画館存続と引き換えの形で2010年2月19日にホールソレイユが閉館する。
2010年代に入った頃からのミニシアター系制作会社の活発な活動を受け、運営会社は2013年1月26日からのホールソレイユの運営再開を決定した。この再開に際しては、山口県の映画館からデジタル映写機を譲り受けている。
現在は（主にイオンシネマズの県内2サイトなどで）好評を得ていた過去作の上映や往年の映画黄金期における名作のリバイバル上映、そしてイオンシネマズの受入枠から漏れたミニシアター系映画の配給受皿として機能している。
以降はソレイユ第1ビルの4階にホールソレイユを、同ビルの地下1階にソレイユ2を構えている。なおホールソレイユとソレイユ2は同一のビル内の映画館ではあるものの、前記の通り、ホールへの入り口はそれぞれ異なっており、チケット売場も共通ではないため、来訪には注意が必要である。

### 割引サービス
以上の事情からワーナー・マイカル・シネマズとの差別化のため、独自の様々な割引サービスを行っている。この割引はホールソレイユとソレイユ2で共通となっている（ファーストデー、レディスデー、レイトショーの割引は県内のワーナー・マイカル・シネマズ各館でも行われているため省略）。
メンズデー
毎週月曜日にメンズデー（男性割引）サービスが行われている。毎週月曜日、男性1名1300円。
誕生日割引
誕生日の人物1名につき、一回の鑑賞が900円になる。
はしご割引
ソレイユビル内映画館各館にて連続して映画を見る場合、2回目以降の鑑賞が900円になる。
夫婦50割引
いわゆるシニア割引・夫婦割引の一種。夫婦による映画鑑賞のうち、夫婦のどちらか一方が50歳を超えている場合、夫婦で2000円（実質1人1000円）となる。
高校生友情割引
高校生3人以上のグループで1人1000円。
駐車券割引
近隣の駐車券を発券する駐車場を利用すると、駐車券の提示で運転者1人のみ1200円。
なお、パーキングソレイユ利用の場合は運転者1人のみ1000円だったが、2019年6月30日限りで時間貸営業を廃業（月極専用となった）したため終了。

### ホールソレイユ
ホールソレイユはソレイユビル4階に位置しているミニシアター系の映画館。入口はソレイユビルの南側（正面口）エントランスホールの階段を昇る。上映は主に3作品体制で行う。2010年に閉鎖、2013年再開。

### ソレイユ2

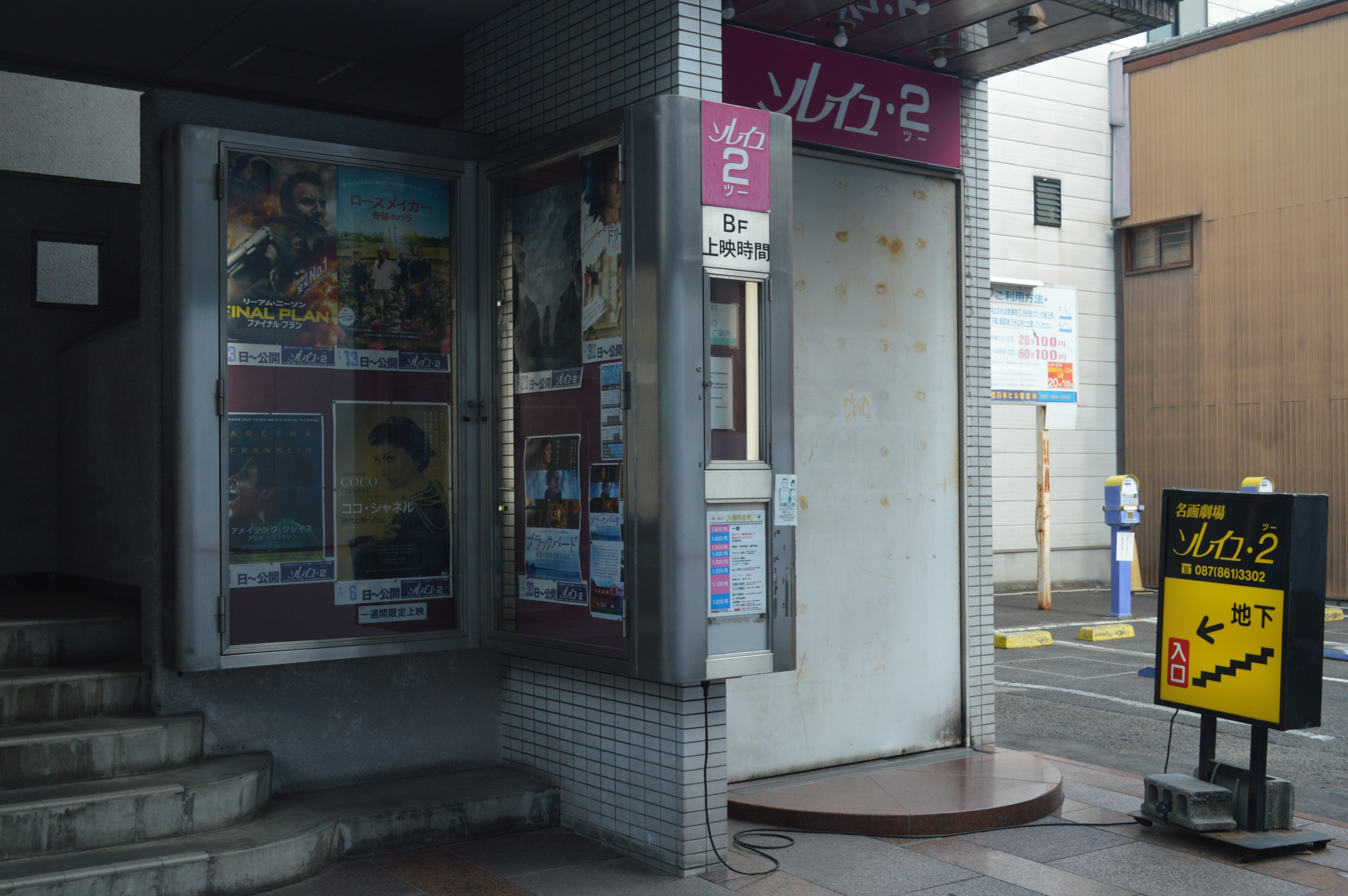
ソレイユ2の入口

ソレイユ2はソレイユビル地下1階に位置しているミニシアター系の映画館。旧・高松大映。入口はソレイユビルの東側入口（路地裏口）の階段を降りる。上映は主に2作品体制で行う。2003年にいったん閉鎖されたが、2010年までの間に再開している。

## 交通アクセス
両ビルともに ことでん瓦町駅下車。
ソレイユ第1ビル (ホールソレイユ・ソレイユ2)
常盤街商店街を西に直進し、田町交番横を通り過ぎてすぐ。徒歩5分。
ソレイユ第3ビル (パーキングソレイユ)
菊池寛通りを西に直進。徒歩1分。